# The End Is Where We Begin
| Recensione | Giudizio |
| ---------- | -------- |
| AllMusic   |          |

The End Is Where We Begin è un album studio del gruppo musicale canadese Thousand Foot Krutch, pubblicato il 17 aprile 2012.

## Tracce
1. The Introduction – 1:00 (TFK)
2. We Are – 3:18 (TFK)
3. Light Up the Sky – 3:59 (TFK, Sprinkle)
4. The End Is Where We Begin – 3:44 (TFK)
5. Let the Sparks Fly – 4:06 (TFK, Sprinkle)
6. I Get Wicked – 3:32 (TFK, Sprinkle)
7. Be Somebody – 3:42 (TFK)
8. This Is a Warning (Intro) – 0:46 (TFK)
9. Courtesy Call – 3:56 (TFK)
10. War of Change – 3:51 (TFK)
11. Down – 3:27 (TFK)
12. All I Need to Know – 4:09 (Maloy, McNevan)
13. Fly on the Wall – 4:02 (TFK)
14. So Far Gone – 4:29 (TFK, Sprinkle)
15. Outroduction – 0:37 (TFK)

## Formazione
Cast artistico
- Trevor McNevan - voce, arrangiamenti, composizioni, tastiere, percussioni, piano, produzione
- Steve Augustine - batteria, composizioni, produzione, ingegneria del suono
- Joel Bruyere - basso, cori, composizioni, produzione, ingegneria del suono
- Aaron Sprinkle - composizioni, tastiere, percussioni, piano, produttore
- Zac Maloy - composizioni

Cast tecnico
- Chris Carmichael - arrangiamenti, ingegneria del suono
- Brian Lucey - masterizzazione
- J.R. McNeely - missaggio

## Classifiche
| Classifica         | Posizione migliore |
| ------------------ | ------------------ |
| Billboard 200      | 14                 |
| Christian Albums   | 1                  |
| Digital Albums     | 8                  |
| Hard Rock Albums   | 1                  |
| Independent Albums | 3                  |
| Alternative Albums | 3                  |
| Rock Albums        | 7                  |